# Renée Toft Simonsen
Renée Toft Simonsen (født 12. maj 1965 i Randers) er en dansk forfatter, psykolog, instruktør og tidligere fotomodel.

## Opvækst
Simonsen blev født i Randers. Senere flyttede hun til Aarhus, hvor hun arbejdede som kassedame i et supermarked, før hendes modelpotentiale blev opdaget.

## Karriere

### Fotomodel
I 1981 fangede hun moderedaktør Birte Strandgaards interesse, og Strandgaard overtalte fotograf Leif Nygaard til at tage nogle billeder. Simonsen deltog efterfølgende i Ekstra Bladets konkurrence "Face of the 80's" og fik 2. pladsen.
I juli 1981 optrådte hun på forsiden af det danske blad Fotokino.
I 1982 vandt hun Ekstra Bladets konkurrence og blev udvalgt til at repræsentere Danmark ved Supermodel of the World-konkurrencen, som hun vandt i august 1982. I december 1982 optrådte hun i den amerikanske udgave af Vogue.
I 1983 var Simonsen på forsiden af Roxy Musics Atlantic Years album. Simonsen blev en af de hurtigste opstigende stjerner i den internationale modelverden og blev vist på forsiderne af mange internationale modemagasiner. I 1983 var hun coverpige for det tyske Vogue i marts, april og september.
Derpå var hun i mange år fotomodel i New York, inden hun drog hjem til Århus og gav sig til at studere psykologi.

### Psykolog og forfatter
Hun blev cand.psych i 2002 og blev tilbudt et forskningsstipendium, men gik i stedet i gang med en forfatterkarriere.
Simonsen har skrevet børnebogsserien om Karla, startende med Karlas kabale fra 2003. For denne bog modtog hun Bog- og Papirbranchens børnebogspris. Bogen er også filmatiseret i 2007. I samme serie skrev hun "Karla og Katrine" i 2004, "Karlas Svære Valg" i 2005, "Karla og Jonas" i 2006 og sidst i 2010 udkom "Karlas superstjerne."
Siden har hun skrevet flere børnebøger og senere også bøger for voksne.
I oktober 2009 blev Renée medstifter og direktør på delebarn.dk, som er et website for fraskilte forældre.
I 2014 udgav Simonsen selvbiografien "At finde hjem" hvor hun i samarbejde med Andreas Fugl Thøgersen fortæller om sit liv som den mest eftertragtede model i 80'erne, og hvorfor hun efter mange hårde år i branchen valgte at rejse hjem til Danmark og blive forfatter samt psykolog.

## Privatliv
Simonsen har været forlovet med John Taylor fra den engelske popgruppe Duran Duran.
Simonsen er gift med sangeren Thomas Helmig. Parret har boet sammen siden 1997 og blev gift i 2000. Sammen havde parret sønnen Hugo Helmig, der døde i 2022.
Simonsen er desuden mor til to børn, datteren Ulrikke og sønnen Jens Kristian, fra sit tidligere forhold med Kristian Sandvad.